# پل شوراب
پل شورابی یکی از پل های ، روستایی از توابع بخش ویسیان شهرستان خرم‌آباد در استان لرستان ایران است.
که در کنار روستای شوراب محمودوند و شوراب نجم سهیلی واقع شده است و آب این رود خانه دائمی است 
و از آب این رودخانه برای کشاورزی( درخت کاری ) هم استفاده میشود و در بعضی مواقع در طول سال هم میتوان از آب این روستا ماهی هایی گرفت که برای خوردن هم مناسب هستند

## جمعیت
این در دهستان شوراب قرار دارد